# Хёрль, Ян
Ян Хёрль (нем. Jan Hörl; род. 16 октября 1998 года, Австрия) — австрийский прыгун с трамплина, призёр чемпионатов мира 2021, 2023 и 2025 годов, призёр этапов Кубка мира сезона 2019/2020 года. Член сборной Австрии по лыжным видам спорта.

## Спортивная карьера
3 марта 2018 года он дебютировал в прыжках с трамплина на Континентальном кубке в норвежской Рене, заняв 31-е место в соревнованиях с большого трамплина. 4 января 2019 года он дебютировал на этапе Кубка мира в Инсбруке. Занял итоговое 29-е место. 19 января 2019 года в командных соревнованиях на этапе Кубка мира, он становится вторым - это первый подиум в его карьере. 
На чемпионате мира 2019 года в Австрии он принял участие в соревнованиях с нормального трамплина, где занял итоговое 44-е место.  
Сезон 2019/2020 года, Ян начал с успешного выступления на трамплине в Висле, где он в составе австрийской сборной одержал победу в командных соревнованиях. На трамплине в швейцарском Энгельберге он впервые в карьере поднялся на подиум индивидуальных соревнований, заняв третье итоговое место.  

## Победы на этапах Кубка мира (4)
| Номер | Сезон     | Дата       | Место                | Соревнование |
| ----- | --------- | ---------- | -------------------- | ------------ |
| 1     | 2021/2022 | 05.12.2021 | Висла Польша         | 2019/2020    |
| 2     | 2023/2024 | 03.01.2024 | Инсбрук Австрия      | 2023/2024    |
| 3     | 2023/2024 | 03.03.2024 | Лахти Финляндия      | 2023/2024    |
| 4     | 2024/2025 | 24.11.2024 | Лиллехаммер Норвегия | 2024/2025    |